# معشوقه (فیلم ۱۳۵۲)
معشوقه فیلمی به کارگردانی رضا صفایی و نویسندگی حبیب‌الله کسمایی محصول سال ۱۳۵۲ است.

## خلاصه
مریم همسر مرتضی پاچناری، نازا است. جمال، برادرزاده مرتضی، در فکر تصاحب ثروت او است، و برای رسیدن به مقصود خود دختری به نام هما را سر راه او قرار می‌دهد. مرتضی، به تدریج، به هما انس می‌گیرد، و با او قرار ازدواج می‌گذارد. مریم و خدمتکارش کوکب برای خنثی کردن نقش‌های هما و جمال دست به کار می‌شوند؛ اما کاری از پیش نمی‌برند. جمال با دست کاری کردن ترمز اتومبیل مرتضی باعث می‌شود که او تصادف کند و بینایی اش را از دست بدهد. هما و جمال او را به ویلایی ساحلی می‌برند و از او اخاذی می‌کنند. در غیبت هما جمال با ایجاد کردن سر و صدا کاری می‌کند که مرتضی از پله‌های خانه سقوط کند. مرتضی بر اثر ضربه‌ای که به سرش وارد می‌آید بینایی اش را بازمی‌یابد؛ اما این حقیقت را بروز نمی‌دهد تا شاهد روابط هما و جمال باشد. چند روز بعد مرتضی با مشاهده رابطه هما و جمال آن دو را خفه می‌کند و سپس خود را ناامید به امواج دریا می‌سپارد.

## بازیگران
- بهمن مفید
- کتایون
- گیتی فروهر
- لی لی
- شهروز رامتین
- محمد نوروزی
- مرسده کامیاب
- علی‌اکبر گلپایگانی
- رضا صفایی